# دانه‌خوار آبی سیه‌فام
دانه‌خوار آبی سیه‌فام (نام علمی: Amaurospiza moesta) گونه‌ای از پرندگان خانواده کاردینالان، دربرگیرندهٔ کاردینال‌ها یا نوک‌بزرگ‌های کاردینال است. این گونه در آرژانتین، برزیل و پاراگوئه یافت می‌شود.
دانه‌خوار آبی سیه‌فام یک آرایه تک‌نماد است.